# South Milwaukee
South Milwaukee is een plaats (city) in de Amerikaanse staat Wisconsin, en valt bestuurlijk gezien onder Milwaukee County.

## Demografie
Bij de volkstelling in 2000 werd het aantal inwoners vastgesteld op 21.256. In 2006 is het aantal inwoners door het United States Census Bureau geschat op 20.716, een daling van 540 (-2,5%).

## Geografie
Volgens het United States Census Bureau beslaat de plaats een oppervlakte van 12,4 km², geheel bestaande uit land. South Milwaukee ligt op ongeveer 204 m boven zeeniveau.

## Plaatsen in de nabije omgeving
De onderstaande figuur toont nabijgelegen plaatsen in een straal van 12 km rond South Milwaukee.